# Kicsevo
Kicsevo (macedónul Кичево) városa az azonos nevű község székhelye Észak-Macedóniában.

## Népesség
- 1981-ben 22 479 lakosa volt, melyből 13 236 macedón (58,9%), 4 516 albán (20,1%), 2 175 török (9,7%), 304 cigány, 203 szerb, 5 cincár, 2 040 egyéb.
- 2002-ben 27 076 lakosa volt, melyből 15 031 macedón (55,5%), 7 641 albán (28,2%), 2 406 török (8,9%), 1 329 cigány, 82 szerb, 75 cincár, 7 bosnyák, 496 egyéb.

Kicsevo községnek 2002-ben 30 138 lakosa volt, melyből 16 140 macedón (53,6%), 9 202 albán (30,5%), 2 430 török (8,1%), 1 630 cigány (5,1%), 736 egyéb.
A 2013-ban hozzácsatolt községekkel (Drugovo, Oszlomej, Vranestica, Zajasz) együtt az albán lakosság aránya mintegy 55%-ra emelkedett, a macedóné pedig 35%-ra csökkent.

## A községhez tartozó települések
- Kicsevo
- Knezsino,
- Lazarovci,
- Mamudovci,
- Oszoj (Kicsevo),
- Rastani (Kicsevo),
- Trapcsin Dol.

A 2013-as közigazgatási módosítások következtében a községhez csatolták Drugovo, Oszlomej, Vranestica és Zajasz községeket is. Az így létrejött új községnek 80 települése van.